# Tim Sparv
Tim Sparv (Vaasa, 20 februari 1987) is een Fins voetballer die als middenvelder speelt. Zijn familie behoort tot de groep van de Zweedstalige Finnen.

## Clubcarrière

### Southampton FC
Sparv kwam op jonge leeftijd bij Southampton FC in Engeland terecht. Hoewel hij de selectie van het eerste team haalde, brak hij niet door.

### Halmstad BK
Hij vertrok naar Zweden en tekende bij Halmstads BK, waar hij twaalf wedstrijden speelde in zijn eerste seizoen bij de club.

### Verhuur aan VPS Vaasa
Sparv werd door Halmstad BK verhuurd aan een club uit zijn geboorteland, genaamd VPS Vaasa. Op huurbasis speelde hij hier maar acht wedstrijden.

### Terugkeer bij Halmstad BK
Toen Sparv terugkeerde bij Halmstad BK werd hij een vaste waarde voor het elftal. Hij speelde in 2009 in totaal 21 competitiewedstrijden en scoorde hierin een keer.

### FC Groningen
Vanaf januari 2010 kwam hij uit voor FC Groningen. Hij maakte zijn debuut op 7 maart 2010 in de wedstrijd van FC Groningen tegen VVV-Venlo. Op 14 augustus 2010 scoorde Sparv zijn eerste eredivisiegoal voor FC Groningen. Dit gebeurde in de uitwedstrijd tegen AZ. De wedstrijd eindigde in een 1-1 gelijkspel.

### SpVgg Greuther Fürth
In 2013 stapte hij over naar SpVgg Greuther Fürth dat uitkomt in de 2. Bundesliga.

### FC Midtjylland
In 2014 ging Sparv bij FC Midtjylland in Denemarken spelen. Met de club werd hij tweemaal landskampioen en won hij eenmaal de beker.

### AE Larissa
In 2020 vertrok Sparv naar het Griekse AE Larissa 1964.

## Interlandcarrière
Onder leiding van de Schotse bondscoach Stuart Baxter maakte Sparv zijn debuut voor het Fins voetbalelftal op 4 februari 2009 in de vriendschappelijke uitwedstrijd tegen Japan (5-1), net als Teemu Pukki, Tomi Maanoja, Joni Aho, Tuomo Turunen, Jukka Raitala, Përparim Hetemaj, Mehmet Hetemaj en Jarno Parikka.
Sinds 19 januari 2015 droeg Sparv met enige regelmaat de aanvoerders band van de nationale ploeg, bij verving hiermee Niklas Moisander. Nadat Moisander stopte bij de nationale ploeg nam Sparv de band definitief van hem over.
Op 15 november 2019 wist Sparv zich met de ploeg voor het eerst in de historie met de ploeg te kwalificeren voor een groot internationaal eindtoernooi. Hierdoor mochten de Finnen uitkomen op het EK 2020.

## Clubstatistieken
| Seizoen   | Club                 | Land        | Competitie     | Duels | Goals |
| --------- | -------------------- | ----------- | -------------- | ----- | ----- |
| 2006/2007 | Southampton          | Engeland    | First Division | 0     | 0     |
| 2007      | Halmstads BK         | Zweden      | Allsvenskan    | 12    | 0     |
| 2008      | → VPS (huur)         | Finland     | Veikkausliiga  | 8     | 0     |
| 2008      | Halmstads BK         | Zweden      | Allsvenskan    | 13    | 0     |
| 2009      | Halmstads BK         | Zweden      | Allsvenskan    | 26    | 1     |
| 2009/10   | FC Groningen         | Nederland   | Eredivisie     | 9     | 0     |
| 2010/11   | FC Groningen         | Nederland   | Eredivisie     | 31    | 2     |
| 2011/12   | FC Groningen         | Nederland   | Eredivisie     | 30    | 0     |
| 2012/13   | FC Groningen         | Nederland   | Eredivisie     | 22    | 2     |
| 2013/14   | SpVgg Greuther Fürth | Duitsland   | 2. Bundesliga  | 28    | 1     |
| 2014/15   | FC Midtjylland       | Denemarken  | Superligaen    | 29    | 0     |
| 2015/16   | FC Midtjylland       | Denemarken  | Superligaen    | 31    | 0     |
| 2016/17   | FC Midtjylland       | Denemarken  | Superligaen    | 5     | 0     |
| 2017/18   | FC Midtjylland       | Denemarken  | Superligaen    | 31    | 1     |
| 2018/19   | FC Midtjylland       | Denemarken  | Superligaen    | 22    | 2     |
| 2019/20   | FC Midtjylland       | Denemarken  | Superligaen    | 16    | 0     |
| 2020/21   | AE Larissa           | Griekenland | Super League   | 19    | 1     |
| Totaal    | Totaal               | Totaal      | Totaal         | 332   | 10    |

## Erelijst
FC Midtjylland
- Deens landskampioenschap

2014/15, 2017/18, 2019/20
- Deense voetbalbeker

2018/19
 Finland
- Baltische Beker

 2012,  2014
Individueel
Fins voetballer van het jaar (SPL): 2015
Fins belofte van het jaar: 2007
FC Midtjylland speler van het jaar: 2015